# Вільний добуток
У теорії груп вільним добутком груп називається нова група, що породжується елементами своїх множників і містить їх, як свої підгрупи. Операція вільного добутку груп має важливе значення у комбінаторній теорії груп і алгебричній топології.

## Означення
Вільним добутком множини груп  {\displaystyle G_{i},\;i\in I}, називається група {\displaystyle G}, породжена елементами груп {\displaystyle G_{i}}. 
Кожен елемент вільного добутку {\displaystyle G}, що не дорівнює одиниці єдиним чином можна записати у вигляді нескоротного слова {\displaystyle g_{i_{1}}g_{i_{2}}\cdots g_{i_{k}}}, де кожен елемент {\displaystyle g_{i_{j}}} є неодиничним елементом деякої групи {\displaystyle G_{i}} і два сусідні елементи в слові належать різним групам. Добутком при цьому є слово, що отримується внаслідок конкатенації двох слів і подальшого зведення. Зведення полягає в тому, що якщо в слові зустрічаються підряд два елемента, що належать одній групі {\displaystyle g_{1},g_{2}\in G_{i}} то вони заміняються своїм добутком у групі якій вони належать. Якщо добутком є одиничний елемент то його треба вилучити. Одиницею в групі можна вважати пусту стрічку.
Для позначення вільного добутку використовується знак {\displaystyle *}, наприклад {\displaystyle G=\coprod _{i\in I}*G_{i}} або {\displaystyle G=G_{1}*G_{2}*\ldots *G_{n}}для скінченної множини {\displaystyle I}.
Нехай {\displaystyle G,H} - групи. Розгляньмо множину {\displaystyle {\overline {G*H}}}, яка складається з ланцюжків (слів) вигляду {\displaystyle g_{1}h_{1}g_{2}h_{2}...g_{n}h_{n},} де {\displaystyle g_{i}\in G,\,\,h_{i}\in H.} Розгляньмо відношення еквівалентності, породжене співвідношеннями
{\displaystyle g_{1}h_{1}g_{2}h_{2}...g_{i}h_{i}g_{i+1}h_{i+1}...g_{n}h_{n}\sim g_{1}h_{1}g_{2}h_{2}...g_{i}g_{i+1}h_{i+1}...g_{n}h_{n},}
якщо {\displaystyle h_{i}=1,} та
{\displaystyle g_{1}h_{1}g_{2}h_{2}...g_{i}h_{i}g_{i+1}h_{i+1}...g_{n}h_{n}\sim g_{1}h_{1}g_{2}h_{2}...g_{i}h_{i}h_{i+1}g_{i+2}...g_{n}h_{n},}
якщо {\displaystyle g_{i+1}=1.} Іншими словами, у кожному слові усі комбінації виду {\displaystyle g_{1}1g_{2}} можна замінити на {\displaystyle g_{1}g_{2},} a {\displaystyle h_{1}1h_{2}} на {\displaystyle h_{1}h_{2}.} Множина класів еквівалентності позначається {\displaystyle G*H.} Слова можна множити:
{\displaystyle g_{1}h_{1}g_{2}h_{2}...g_{n}h_{n}\cdot g_{1}'h_{1}'g_{2}'h_{2}'...g_{n'}'h_{n'}':=g_{1}h_{1}g_{2}h_{2}...g_{n}h_{n}g_{1}'h_{1}'g_{2}'h_{2}'...g_{n'}'h_{n'}'.}
Такий добуток є асоціативним. Таким чином,
{\displaystyle g_{1}h_{1}g_{2}h_{2}...g_{n}h_{n}h_{n}^{-1}g_{n}^{-1}...h_{2}^{-1}g_{2}^{-1}h_{1}^{-1}g_{1}^{-1}=1,}
відповідно, {\displaystyle G*H} - це група. Група {\displaystyle G*H} є вільним добутком (амальгамою, або кодобутком) груп {\displaystyle G,H.}
Нехай тепер {\displaystyle {\overline {\coprod _{i}G_{\alpha }}},\,\,\alpha \in I,} складається із слів вигляду {\displaystyle g_{1}g_{2}g_{3}...g_{n},} складених з букв {\displaystyle g_{i}\in G_{\alpha _{i}}}. Відношення еквівалентності, породжене даними відношеннями
{\displaystyle g_{1}g_{2}...g_{i}g_{i+1}g_{i+2}...g_{n}\sim g_{1}g_{2}...g_{i}g_{i+2}...g_{n},}
якщо {\displaystyle g_{i}=1} (можна викинути із слова букву {\displaystyle g_{i+1},} якщо {\displaystyle g_{i+1}=1}), та 
{\displaystyle g_{1}g_{2}...g_{i-1}g_{i}g_{i+1}g_{i+2}...g_{n}\sim g_{1}g_{2}...g_{i-1}(g_{i}g_{i+1})g_{i+2}....g_{n},}
якщо {\displaystyle g_{i},g_{i+1}\in G_{\alpha }} (можна згрупувати послідовно розташовані букви {\displaystyle g_{i},g_{i+1}}  у {\displaystyle (g_{i}g_{i+1}),} якщо вони обидві належать одній і тій самій групі {\displaystyle G_{\alpha }}). 
Добуток на зворотний елемент у
{\displaystyle \coprod _{\alpha }G_{\alpha }:={\overline {\coprod _{\alpha }G_{\alpha }}}/\sim }
визначаються тими самими формулами, що й для {\displaystyle G*H}. 

### За допомогою задання груп
Конструкція вільного добутку є важливою у вивченні груп, заданих множиною породжуючих елементів і визначальних співвідношень. У цих термінах вільний добуток може бути визначений в такий спосіб. 
Нехай кожна група {\displaystyle G_{i}} задана множинами {\displaystyle R_{G_{i}}} породжуючих елементів і {\displaystyle S_{G_{i}}} визначальних співвідношень {\displaystyle G_{i}=\langle R_{G_{i}}\mid S_{G_{i}}\rangle .} Нехай також {\displaystyle R_{G_{i}}\cap R_{G_{j}}=\emptyset ,\;i\neq j.}
Тоді вільний добуток цих груп може бути заданий як {\displaystyle G=\langle \cup _{i\in I}R_{G_{i}}\mid \cup _{i\in I}S_{G_{i}}\rangle } тобто множинами породжуючих елементів і визначальних співвідношень є об'єднанням відповідних множин добутків.

## Приклади
Якщо G є циклічною групою порядку 4,
{\displaystyle G=\langle x\mid x^{4}=1\rangle ,}
і H є циклічною групою порядку 5
{\displaystyle H=\langle y\mid y^{5}=1\rangle .}
Тоді група G ∗ H є нескінченною групою заданою як
{\displaystyle G*H=\langle x,y\mid x^{4}=y^{5}=1\rangle .}
Оскільки у вільній групі немає визначальних співвідношень, то вільний добуток довільної множини вільних груп теж є вільною групою. Зокрема,
{\displaystyle F_{m}*F_{n}\cong F_{m+n},}
де Fn позначає вільну групу з n породжуючими елементами.
Модулярна група {\displaystyle PSL_{2}(\mathbf {Z} )} є ізоморфною вільному добутку двох циклічних груп:
{\displaystyle PSL_{2}(\mathbf {Z} )=(\mathbf {Z} /2)\ast (\mathbf {Z} /3).}
Вільний добуток {\displaystyle \mathbb {Z} _{2}*\mathbb {Z} _{2}} є ізоморфним нескінченній групі діедра {\displaystyle D_{\infty }}.

## Властивості
- Будь-яка сім'я гомоморфізмів {\displaystyle \{\varphi _{i}:G_{i}\to H\}_{i\in I}} груп {\displaystyle G_{i}} в будь-яку групу {\displaystyle H} однозначно продовжується до гомоморфізму {\displaystyle \varphi :G\to H} для якого {\displaystyle \varphi \circ h_{i}=\varphi _{i},} де {\displaystyle h_{i}:G_{i}\to G} позначає вкладення підгрупи {\displaystyle G_{i}} в групу {\displaystyle G}. Дана властивість є універсальною: якщо для деякої групи {\displaystyle G} і множини її підгруп {\displaystyle G_{i}} виконується дана властивість, то група {\displaystyle G} є вільним добутком множини груп {\displaystyle G_{i}}.

- Будь-яка підгрупа вільного добутку {\displaystyle G} сама розкладається у вільний добуток своїх підгруп, з яких деякі є нескінченними циклічними, а кожна з інших є спряженою з деякою підгрупою якої-небудь групи {\displaystyle G_{i}}, що входить у вільний розклад групи {\displaystyle G}. Дане твердження називається теоремою Куроша.

## Вільний добуток з амальгамацією
Вільний добуток з амальгамацією є узагальненням вільного добутку. Нехай G і H групи і 
{\displaystyle \varphi :F\rightarrow G,\;\;\psi :F\rightarrow H,}
позначають гомоморфізми з деякої групи F. Вільний добуток з амальгамацією задається в той же спосіб, що і G ∗ H проте до множини визначальних співвідношень додаються також співвідношення виду
{\displaystyle \varphi (f)\psi (f)^{-1}=1}
для кожного елемента f групи F.
Аналогічно можна ввести добуток з амальгамацією для довільної множини добутків.